# Азимова, Эльвира Абилхасимовна
Эльвира Абилхасимовна Азимова (каз. Эльвира Әбілқасымқызы Әзімова; род. 15 февраля 1973, Джамбул) — казахстанский государственный деятель. Председатель Конституционного Суда Республики Казахстан (с 1 января 2023 года).

## Биография
1996—1999 гг. — ведущий, главный консультант Управления международного правового обеспечения Министерства юстиции Республики Казахстан.
1999—2005 гг. — заместитель начальника, начальник управлений департаментов законодательства, международного права и протокола Министерства юстиции Казахстана.
2005—2010 гг. — директор департаментов подзаконных актов и международного права, защиты имущественных прав государства, договоров и претензионно-исковой работы Министерства юстиции Казахстана.
2010—2013 гг. — директор департамента экспертизы международных договоров Министерства юстиции Казахстана.
2 октября 2013 года — 2 сентября 2019 года — заместитель министра юстиции Казахстана.
2 сентября 2019 года — 29 декабря 2022 года — уполномоченный по правам человека в Республике Казахстан.
С 18 сентября 2021 года — член Комиссии по правам человека при президенте Казахстана. С 17 мая 2022 года — член Национальной комиссии по делам женщин и семейно-демографической политике при президенте Казахстана.
С 1 января 2023 года — председатель Конституционного Суда Республики Казахстан.

## Награды
- Орден «Достык» II степени (2021)
- Орден «Курмет» (2013)
- Медаль «20 лет Конституции Республики Казахстан» (2005)
- Медаль «20 лет независимости Республики Казахстан» (2012)
- Медаль «За вклад в создание Евразийского экономического союза» I степени (2015)[3]
- Медаль «За вклад в развитие Евразийского экономического союза» (2019)[4]
- Почётная грамота Республики Казахстан (2007)